# Honolua Bay

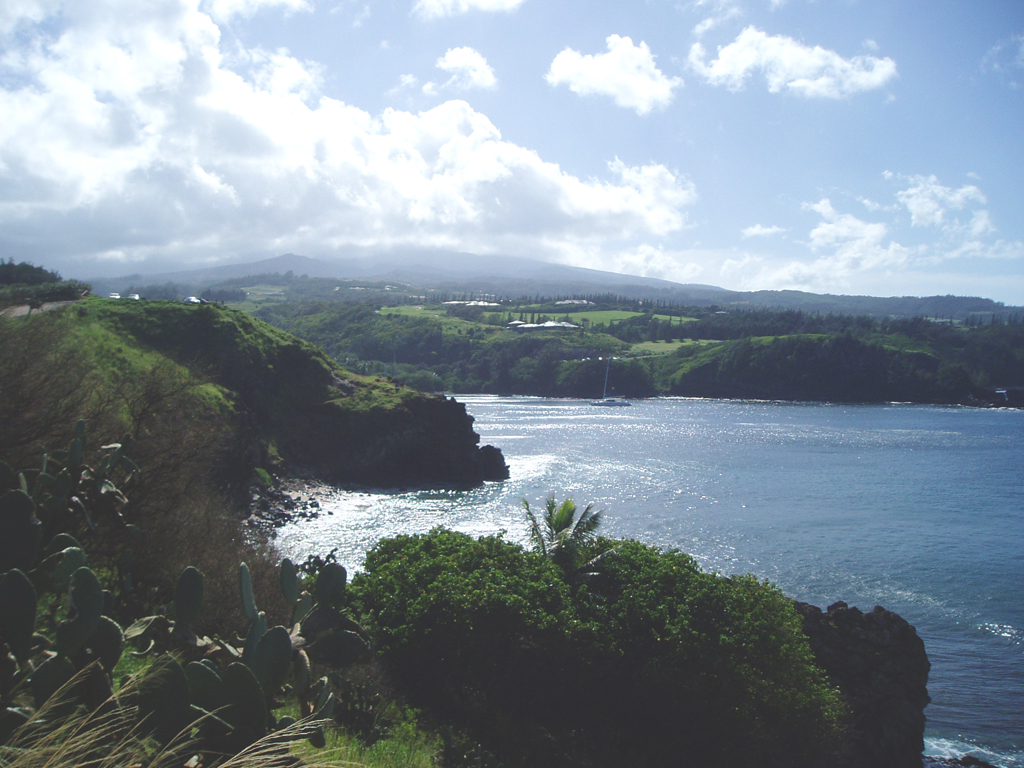
Vue d'Honolua Bay en 2007

Honolua Bay est une baie située au nord-est de Kapalua dans le comté de Maui à Hawaï. Elle est connue pour les compétitions de surf qui s'y déroulent.